# 天津市第一一〇中学
天津市第一一〇中学，简称110中学，是曾经位于天津市南开区迎水道的一所公办初中校，前身是天津市炮台庄中学。1986年，南开区开始规划在王顶堤片区建设天津市第一一〇中学等三所公办中学。同年，天津市炮台庄中学迁至王顶堤迎水道更名为天津市第一一〇中学。2006年，天津市第一一〇中学在存续30年后，并入天津市第九中学。